# Niedermorschwihr
Niedermorschwihr es una localidad y comuna francesa situada en el departamento de Alto Rin, en la región de Alsacia.

## Demografía
| 455 | 554 | 553 | 620 | 609 | 585 |
| Para los censos de 1962 a 1999 la población legal corresponde a la población sin duplicidades (Fuente: INSEE [Consultar]) |     |     |     |     |     |

## Patrimonio y cultura
- Iglesia de Saint Gall y Saint Weldelin